# Tschistyje Prudy (Moskau)
Tschistyje Prudy (russisch Чистые пруды, dt. „Saubere Teiche“) ist ein großer Teich am Boulevardring in Moskau, der aus mehreren Teichen entstanden ist. Der Teich gibt dem Tschistoprudny-Boulevard seinen Namen. Er wird vom Bach Ratschka mit Wasser versorgt, der heute auf seiner gesamten Länge von 1,86 km durch einen unterirdischen Kanal fließt.
Im 17. Jahrhundert waren die Teiche noch als „Schmutzige Pfützen“ (russ. Поганые лужи) bekannt, da die Anwohner dorthin ihren Müll entsorgten. Nachdem Fürst Alexander Menschikow die Teiche 1703 erworben hatte, ließ er sie säubern und benannte sie in „Saubere Teiche“ um.
Im Winter wird der Teich von Schlittschuhläufern genutzt.
Im Jahre 1990 wurde die nahegelegene Station der Moskauer Metro in Tschistyje Prudy umbenannt (zuvor Kirowskaja).